# Паресис (микрорегион)

Паресис на карте.

Паресис (порт. Microrregião de Parecis) — микрорегион в Бразилии, входит в штат Мату-Гросу. Составная часть мезорегиона Север штата Мату-Гроссу. Население составляет 89 344	человека (на 2010 год). Площадь — 59 679,975 км². Плотность населения — 1,50 чел./км².

## Демография
Согласно сведениям, собранным в ходе переписи 2010 г. Национальным институтом географии и статистики (IBGE), население микрорегиона составляет:						
| Полное население                             | Полное население                             | Полное население                             | Полное население                             | 89 344 |
| -------------------------------------------- | -------------------------------------------- | -------------------------------------------- | -------------------------------------------- | ------ |
| в том числе:                                 | Городское население                          | 73 199                                       | Процент городского населения, %              | 81,93  |
|                                              | Сельское население                           | 16 145                                       | Процент сельского населения, %               | 18,07  |
|                                              | Мужское население                            | 46 831                                       | Процент мужского населения, %                | 52,42  |
|                                              | Женское население                            | 42 513                                       | Процент женского населения, %                | 47,58  |
| Плотность населения, чел/км²                 | Плотность населения, чел/км²                 | Плотность населения, чел/км²                 | Плотность населения, чел/км²                 | 1,50   |
| Население микрорегиона в % к населению штата | Население микрорегиона в % к населению штата | Население микрорегиона в % к населению штата | Население микрорегиона в % к населению штата | 2,94   |

## Статистика
- Валовой внутренний продукт на 2003 год составляет 1 660 241 291,00 реалов (данные: Бразильский институт географии и статистики).
- Валовой внутренний продукт на душу населения на 2003 год составляет 22 964,12 реала (данные: Бразильский институт географии и статистики).
- Индекс развития человеческого потенциала на 2000 год составляет 0,783 (данные: Программа развития ООН).

## Состав микрорегиона
В составе микрорегиона включены следующие муниципалитеты:
1. Кампу-Нову-ду-Паресис
2. Кампус-ди-Жулиу
3. Комодору
4. Диамантину
5. Сапезал